# اوپهام (داکوتای شمالی)
اوپهام(به انگلیسی: Upham) شهری در ایالت داکوتای شمالی کشور ایالات متحده آمریکا است که جمعیت آن در سرشماری سال ۲۰۱۰ میلادی، ۱۳۰ نفر بوده‌است.